# 888sport
888sport es un operador de apuestas en línea fundado en 2008 e empresa subsidiaria propiedad absoluta de 888 Holdings plc, que cotiza en la Bolsa de Londres. La empresa ofrece apuestas deportivas a través internet y está especialmente centrada en los mercados europeos.

## Presentación
888sport se presentó en marzo de 2008. Su sitio web ofrece apuestas en eventos de fútbol, baloncesto, tenis, carreras de caballos, golf, rugby y otros deportes, además de habilitar el acceso a otros juegos de la marca 888. Las opciones para sus clientes incluyen apuestas sencillas y combinadas antes de los eventos, así como apuestas en vivo, en las que los usuarios pueden apostar durante un partido.

## Historia
888sport se creó como la división especializada en apuestas deportivas de 888 Holdings en marzo de 2008 para completar la oferta de entretenimiento en línea en casino, poker, y bingo de 888. 888sport empezó a negociar acuerdos de patrocinio deportivo a partir de 2010. Su primer acuerdo de patrocino fue acordado con el hipódromo Fontwell Park Racecourse, en el que una de las taquillas de atención al público cambió su nombre por el de la empresa.
En 2011, el exjugador de la Selección Española de fútbol Santiago Cañizares se unió a 888sport como embajador europeo de la marca. 888sport reclutó al exjugador profesional de fútbol Ian Wright como experto en apuestas y embajador de la marca durante la competición Euro 2012, y la presentadora de Channel 4 Racing Emma Spencer se unió en 2014, para ofrecer sus opiniones y consejos sobre carreras de caballos.
Tras el combate entre George Groves y Carl Froch fight de 2014, 888sport recibió una amplia cobertura mediática acerca de la utilización de redes sociales que hizo antes y durante el combate. Los días previos a uno de los mayores eventos deportivos del año en Gran Bretaña, 888sport compartió información humorística en Twitter, así como información en directo durante el combate. Como resultado, 888sport recibió el doble de menciones relacionadas con el boxeo que su competidor más próximo.
La compañía ha patrocinado una larga serie de eventos y competiciones deportivas, incluyendo el Giro de Italia en ciclismo, el World Grand Prix de snooker, y las carreras de caballos Tingle Creek Chase de Sandown Park, y el evento benéfico 888sport Charity Sprint en York.
888sport ha firmado acuerdos de patrocinio con varios equipos deportivos, como el Sevilla FC y el Rødovre Mighty Bulls, además de instalar stands publicitarios en estadios que incluyen el Madejski Stadium (Reading FC), City Ground (Nottingham Forest FC), The Valley (Charlton Athletic FC), Portman Road (Ipswich Town FC), Estadio de Riverside (Middlesbrough FC), Turf Moor (Burnley FC) y County Ground (Swindon Town FC).
Aparte del sitio web y las aplicaciones móviles de 888sport internacional, la empresa ha lanzado sitios web y apps localizadas para España, el Reino Unido, Dinamarca y Italia, mientras planea su próximo lanzamiento en Rumania. La empresa se autodefine como 'mobile first', alcanzando un 29% de B2C revenue en Reino Unido a través de dispositivos móviles en 2014.